# Eukryptit
Eukryptit ist ein selten vorkommendes Mineral aus der Mineralklasse der „Silikate und Germanate“. Es kristallisiert im trigonalen Kristallsystem mit der chemischen Zusammensetzung LiAl[SiO4], ist also ein Lithium-Aluminium-Silikat, das strukturell zu den Inselsilikaten (Nesosilikaten) gehört.
Eukryptit kommt meist in Form feinfaseriger oder grobkörniger bis massiger Mineral-Aggregate vor, bildet aber selten auch idiomorphe Kristalle von bis zu drei Zentimeter Größe aus, deren Oberflächen einen glasähnlichen Glanz aufweisen. In reiner Form ist Eukryptit farblos und durchsichtig. Durch vielfache Lichtbrechung aufgrund der meist polykristallinen Ausbildung kann er aber auch weiß erscheinen und durch Fremdbeimengungen eine rosa oder bräunliche Farbe annehmen, wobei die Transparenz entsprechend abnimmt.

## Etymologie und Geschichte
Erstmals entdeckt wurde Eukryptit im Steinbruch „Fillow“ bei Branchville im Fairfield County des US-Bundesstaates Connecticut und beschrieben 1880 durch George J. Brush und Edward S. Dana, die das Mineral nach den altgriechischen Worten εὐ [eu] für „gut“ oder „schön“ und κρυπτός [kryptós] für „verborgen“ oder „geheim“ benannten. Der Name nimmt Bezug auf die Tatsache, dass Eukryptit meist innig mit Albit verwachsen auftritt und daher nur schwer zu analysieren ist.
Das Typmaterial des Minerals wird an der Yale University in New Haven (Connecticut) in den USA und den Sammlungsnummern 2.4206, 2.4208 und 2.4209 aufbewahrt.

## Klassifikation
Bereits in der mittlerweile veralteten 8. Auflage der Mineralsystematik nach Strunz gehörte der Eukryptit zur Abteilung der „Inselsilikate (Nesosilikate)“, wo er zusammen mit Phenakit und Willemit sowie im Anhang Liberit die „Phenakit-Reihe“ mit der System-Nr. VIII/A.01 bildete.
Im zuletzt 2018 überarbeiteten und aktualisierten Lapis-Mineralienverzeichnis nach Stefan Weiß, das sich aus Rücksicht auf private Sammler und institutionelle Sammlungen noch nach dieser klassischen Systematik von Karl Hugo Strunz richtet, erhielt das Mineral die System- und Mineral-Nr. VIII/A.01-30. In der „Lapis-Systematik“ entspricht dies der präzisierten Abteilung „Inselsilikate mit [SiO4]-Gruppen“, wo Eukryptit ebenfalls zusammen mit Phenakit und Willemit eine eigenständige, aber unbenannte Gruppe bildet.
Die seit 2001 gültige und von der International Mineralogical Association (IMA) bis 2009 aktualisierte 9. Auflage der Strunz’schen Mineralsystematik ordnet den Eukryptit ebenfalls in die Abteilung der „Inselsilikate (Nesosilikate)“ ein. Diese ist allerdings weiter unterteilt nach der möglichen Anwesenheit zusätzlicher Anionen und der Koordination der beteiligten Kationen, so dass das Mineral entsprechend seiner Zusammensetzung in der Unterabteilung „Inselsilikate ohne zusätzliche Anionen; Kationen in tetraedrischer [4]er-Koordination“ zu finden ist, wo es zusammen mit Phenakit, Willemit und Xingsaoit die „Phenakitgruppe“ mit der System-Nr. 9.AA.05 bildet.
Auch die vorwiegend im englischen Sprachraum gebräuchliche Systematik der Minerale nach Dana ordnet den Eukryptit in die Abteilung der „Inselsilikatminerale“ ein. Hier ist er in der „Phenakitgruppe“ mit der System-Nr. 51.01.01 innerhalb der Unterabteilung „Inselsilikate: SiO4-Gruppen nur mit Kationen in [4]-Koordination“ zu finden ist.

## Kristallstruktur
Eukryptit kristallisiert trigonal in der Raumgruppe R3 (Raumgruppen-Nr. 148) mit den Gitterparametern a = 13,47 Å und c = 9,00 Å sowie 18 Formeleinheiten pro Elementarzelle.

## Eigenschaften
Unter kurzwelligem UV-Licht zeigen manche Eukryptite eine rosa bis rote oder orange Fluoreszenz.

## Modifikationen und Varietäten
Die Verbindung LiAl[SiO4] ist dimorph. Neben der auch als α-Eukryptit oder Tief-Eukryptit bekannten, trigonalen Modifikation existiert eine Hochtemperatur-Modifikation mit der Bezeichnung β-Eukryptit, die in hexagonaler Symmetrie kristallisiert. β-Eukryptit besitzt einen negativen thermischen Ausdehnungskoeffizienten, eine hohe chemische und thermische Stabilität und eine gute Lithiumionenleitfähigkeit.

## Bildung und Fundorte

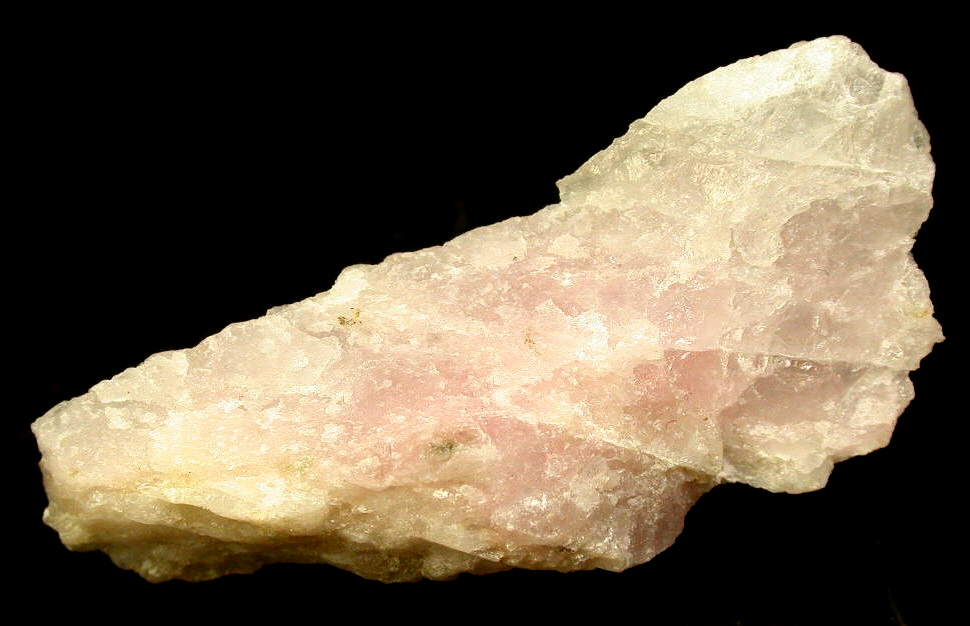
Rosafarbenes, derbes Eukryptit-Aggregat aus der „Harding Mine“, Picuris Pueblo, Taos County, New Mexico, USA (Größe: 4,0 × 2,0 cm)

Eukryptit bildet sich in lithiumreichen granitischen Pegmatiten, wo er meist in verwittertem Spodumen zu finden ist. Er kann allerdings auch primär entstehen und bis zu 30 Zentimeter große Massen bilden. Weitere Begleitminerale sind unter anderem Albit, Amblygonit, Lepidolith, Petalit und Quarz.
Als seltene Mineralbildung konnte Eukryptit nur an wenigen Fundorten nachgewiesen werden, wobei bisher (Stand 2013) rund 30 Fundorte als bekannt gelten. Neben seiner Typlokalität, dem Steinbruch „Fillow“ bei Branchville trat das Mineral in den Vereinigten Staaten noch bei White Picacho und der „Independence Mine“ im Yavapai County von Arizona, bei Collins Hill nahe Portland im Middlesex County von Connecticut, am Parker Mountain im Strafford County von New Hampshire, in der „Harding Mine“ bei Picuris Pueblo im Taos County von New Mexico, bei Hiddenite und Kings Mountain im Alexander County von North Carolina sowie in der „Etta Mine“ bei Keystone im Pennington County von South Dakota auf.
Weitere Fundorte liegen unter anderem in Ägypten, Australien, China, Finnland, Kanada, Namibia, Portugal, Russland, Schweden, Simbabwe, Spanien und Südafrika.

## Verwendung
Eukryptit in der Modifikation β-Eukryptit ist aufgrund seiner speziellen physikalischen Eigenschaften ein wichtiger Bestandteil von Glaskeramiken wie beispielsweise Ceran-Kochfeldern sowie von Superionenleitern.